# Wilhelminafontein (Deventer)
Op de Brink in Deventer staat een Wilhelminafontein. Het monument werd in 1898 onthuld ter gelegenheid van de inhuldiging van koningin Wilhelmina. Het monument is van de hand van de Deventer stadsarchitect J.A. Mulock Houwer. In 1893 was er al een fontein voorzien geweest ter ere van de voltooiing van de Deventer waterleiding, maar geldgebrek noopte toen af te zien van de bouw. In 1898 deed zich de gelegenheid voor om alsnog een fontein te plaatsen. Het monument - waarvan de gietijzeren onderdelen werden gegoten bij Nering Bögel - hinkt op die twee gedachten. Anders dan het opschrift op de sokkel (waar Wilhelminafontein staat te lezen) doet vermoeden, bevat het monument verder geen verwijzingen naar de vorstin. Op de sokkel staat de Stedenmaagd van Deventer, gemaakt door Wilhelmus Gerhardus van Poorten. Zij is voorzien van een laurierblad en een schild waarop het stadswapen staat afgedrukt.
De fontein werd in 1960 afgebroken om het autoverkeer vrije doorgang te verlenen over de Brink. Gewijzigde opvattingen over autoverkeer in de binnenstad leidden tot een heroprichting van het monument in 1985. Het bouwwerk is sinds 1998 opgenomen in het register van rijksmonumenten.